# Porozumienie dla Przyszłości
De Alliantie voor de Toekomst - Centrumlinks (PdP Centrolewica) (Pools: Porozumienie dla Przyszłości - Centrolewica) was een initiatief van een aantal Poolse politici om een links tegenwicht te bieden aan de rechtse partijen PO en PiS tijdens de Europese verkiezingen van 2009. De coalitie kwam tot stand op 1 februari 2009. Voorzitter werd voormalig minister van Buitenlandse Zaken en Europarlementariër Dariusz Rosati.
De coalitie bestond uit drie partijen:
- Democratische partij - demokraci.pl (PD)
- Sociaaldemocratie van Polen (SDPL)
- Groenen 2004

Daarnaast stonden er op de lijsten van de coalitie ook leden van de Democratische Partij (SD) en de Unie van Links (UL III RP), al maakten deze er officieel geen deel van uit. 
Bij de Europese parlementsverkiezingen van 7 juni 2009 behaalde de Alliantie 179.602 (= 2,44%) stemmen en kwam daarmee niet over de kiesdrempel van 5%. Na de verkiezingen hield de Alliantie op met functioneren.